# Karl Edvard von Hessenstein
Karl Edvard von Hessenstein (navnet blev også skrevet Carl Edward), født 1737, død i Paris den 2. april 1769, begravet i Giekau,  var en tysk og svensk greve og officer. Han var den yngste søn af kong Frederik 1. af Sverige og dennes elskerinde Hedvig Taube.
Karl Edvard blev allerede som fireårig tysk rigsgreve og fik året efter (1742) også en svensk titel som greve. Allerede som barn blev han i 1745 udnævnt til hessisk oberst samt i 1747 til svensk oberst og chef for Garnisonsregimentet i Göteborg, den sidste post han beholdt han til sin død i 1769. Han blev ridder af Sværdordenen i 1748, generalmajor 1759, fik Serafimerordenen i 1762 og blev generalløjtnant i 1765. 
Han døde ugift, og han blev begravet i Giekau nær Panker i det nuværende Amt Lütjenburg. Sammen med sin bror Fredrik Vilhelm von Hessenstein ejede han Panker i det østlige Holsten.
Sammen med sin bror og sin søster Hedvig Amalia von Hessenstein figurerer han i Carl Jonas Love Almqvists roman Herrarne på Ekolsund (1847).